# Prêmio Braskem de Teatro
O Prêmio Braskem de Teatro é uma premiação que reconhece os destaques do teatro baiano, foi criado em 1993, sob o nome de Troféu Bahia Aplaude.
Em 2018, o prêmio completou 25 anos premiado anualmente os profissionais do teatro. Grandes nomes do cenário artístico brasileiro já passaram pela premiação, como o ator Wagner Moura que venceu na categoria Revelação em 1999; João Miguel, vencedor da categoria Melhor Ator de 2001, pela peça Bispo; e, Vladimir Brichta que conquistou a estatueta de melhor ator em 1999.
As edições do prêmio são temáticas. Em 2019, o tema do evento foi "Jorge Amado na batida da cena", tendo Jorge Amado como o homenagedo da noite. Nesta mesma edição, houve uma parceria com o Festival de Teatro do Interior da Bahia premiando com a categoria Melhor Espetáculo do Interior.
Em 2020, em sua 27º edição, devido a pandemia de COVID-19, o prêmio não foi aberto ao público e a cerimônia foi transmitida pelo canal TVE da Bahia em 18 de outubro, domingo.

## História
Em 1993, o Troféu Aplaude Bahia foi criado pelo Comitê de Fomento Industrial de Camaçari, com influência do jornalista José Cerqueira Filho, que atuava como assessor de comunicação social da Companhia Petroquímica do Nordeste (Copene), com o intuito de reconhecer e valorizar os talentos que contribuem para a produção artísticas no estado, e incentivar novos talentos. Em 2001. a emprese Copene foi comprada pela empresa Braskem, que detinha os direitos da premiação, assim o prêmio passou a se chamar Prêmio Braskem de Teatro.
O prêmio foi uma peça importante para a valorização do teatro baiano, especialmente na década de 90 e no início dos anos 2000 quando surgiu uma geração de ouro do teatro baiano. Nomes como Wagner Moura, Lázaro Ramos, Vladimir Brichta, Cyria Coentro, Érico Brás, Fábio Lago, Ana Paula Bouzas e João Miguel passaram pelos palcos do Prêmio Braskem de Teatro. Hoje, esses mesmos nomes figuram produções nacionais e, até mesmo, internacionais.

## Categorias premiadas
| - Espetáculo Adulto - Espetáculo Infantojuvenil - Melhor Texto - Melhor Direção |  | - Melhor Atriz - Melhor Ator - Revelação do Ano - Categoria Especial |